# Nguyễn Như Thái
Nguyễn Như Thái là một tướng lĩnh thời Hậu Lê - Tây Sơn, là thuộc tướng dưới quyền Nguyễn Hữu Chỉnh.
Ông là dòng dõi Cương Quốc công Nguyễn Xí thời Hậu Lê, người làng Cương Giản, Chân Lộc, trấn Nghệ An, lấy em gái Nguyễn Hữu Chỉnh làm vợ.
Khi Nguyễn Hữu Chỉnh vì loạn kiêu binh ở Bắc Hà phải bỏ trốn vào Quy Nhơn, ông cùng Hoàng Viết Tuyển, Nguyễn Đình Đống theo Nguyễn Hữu Chỉnh, đầu quân cho Tây Sơn.
Nguyễn Hữu Chỉnh khuyên Nguyễn Văn Huệ tiến đánh Bắc Hà, ông cùng mọi người tham gia Hữu quân dưới trướng Nguyễn Hữu Chỉnh.
Lấy xong Bắc Hà, Tây Sơn rút quân về nam. Nguyễn Hữu Chỉnh ở lại Nghệ An, tự mộ lập quân đội riêng. Do là dòng tướng, có tài cầm quân, ông cùng Hoàng Viết Tuyển phụ trách hai đội quân Thiết kỵ và Thiết đột, là tâm phúc của Nguyễn Hữu Chỉnh.
Trịnh Bồng lập lại Liêu phủ, bức hiếp vua. Chiêu Thống triệu quân nhập vệ, ông dẫn bộ binh cùng Nguyễn Hữu Chỉnh về kinh phò giá, đánh bại Lê Trung Nghĩa ở trấn Sơn Nam.
Sau khi vào kinh, ông được phong tước Thái Lĩnh hầu, sau đó tham gia đánh dẹp các phe phái ở Bắc Hà như họ Nguyễn Trọng ở Đông Quan, Dương Trọng Tế ở Kinh Bắc, Trần Mạnh Khuông ở Đông Hồ, Thái Bình, Đinh Tích Nhưỡng ở Hải Dương. Do quân công, được phong tước Thái Quận công.
Tây Sơn chiếm cứ Nghệ An, mưu lấy Thanh Hoa. Nguyễn Hữu Chỉnh phong ông làm Trấn thủ Nghệ An, lãnh chức diêu lĩnh từ xa vì Nghệ An vẫn do Tây Sơn nắm, sai ông chiêu mộ quân để thanh ứng cho Trấn thủ Thanh Hoa Lê Duật. Mọi việc sắp xếp chưa xong thì Tây Sơn đã đánh ra Thanh Hoa, giết chế Lê Duật.
Nguyễn Hữu Chỉnh vội sai ông làm Thống lĩnh, Ninh Tốn làm Tham tán Quân vụ, đem quân đi giữ Sơn Nam. Ông hành quân gấp đến giữ Tam Điệp nhưng Tây Sơn đã đến chiếm trước. Ông để kỳ binh giữ Gián khẩu, đem một đạo quân theo đường khác tập hậu quân Tây Sơn. Dọc đường đến Điềm Xá thì gặp quân Tây Sơn, hai bên bày trận giao chiến. Tướng sĩ tử thương nhiều, Ninh Tốn cải trang trốn vào nhà dân, còn ông dẫn tàn binh chạỵ trốn.
Tây Sơn đánh lấy Thăng Long, Nguyễn Hữu Chỉnh bị giết, Chiêu Thống xuất bôn. Ông tập hợp thuộc hạ ở Ứng Thiên dấy binh, kéo binh đến chợ Vân Đồn thì gặp quân Tây Sơn. Quân mới mộ thua chạy, bị quân Tây Sơn bắt giải về. Vũ Văn Nhậm khuyên hàng không được, sai giết đi.